# 羅荷坮站
羅荷坮站（韓語：라하대역）是朝鮮民主主義人民共和國咸鏡南道北青郡羅荷坮里的一個鐵路車站，属于德城線。

## 历史
- 1929年9月20日，落成使用。

## 邻近车站
德城線
北青站 - 羅荷坮站 - 德城站